# 宋紹業
宋紹業（1664年—1731年），字閑存，號南溪，江南蘇州府長洲縣人，清朝政治人物。

## 生平
宋紹業來自蘇州長洲宋氏家族。祖父宋學朱，父宋宓，母周氏。宋紹業為宋宓第四子，兄宋廣業、宋定業。宋紹業為長洲貢生，歷任江南沭陽縣教諭，康熙四十七年（1708年）任河南安陽縣知縣，五十六年（1717年）任浙江湯溪縣知縣，授文林郎，任內曾重修《湯溪縣志》。雍正九年（1731年）卒。

## 家庭
夫人為陳仁錫曾孫女、庠生陳侯漢女；側室孫氏。有四子：宋益、宋志昌（早殤）、宋志龍及宋志京（早殤）。還有五女，其中長女嫁訓導李其永；次女嫁康熙三十九年（1700年）庚辰科進士范景子，餘未詳。